# インディー・フォーク
インディー・フォーク (Indie folk) とは、ロックのジャンルの一つである。

## 概要
1990年代後半に、アメリカ合衆国で生まれた物であり、多くのアーティストは伝統的なフォークソングや、現代的なインディー・ロックやフォーク・ロックから影響を受けている。基本的には、先鋭的なフォーク・ロックサウンドを鳴らすバンドを指す時に使われる言葉であり、それらの音楽的な特徴として「複雑に入り混じったインスト」・「独創的な歌詞」・「何重にも入り混じった、ヴォイスハーモニー」等がある。代表的アーティストは、フリート・フォクシーズなど。